# Boultbee
Boultbee är ett brittiskt fastighetsbolag som bildades 1987 av bröderna Steve och Clive Boultbee Brooks. Företaget äger olika köpcentrum och har verksamhet i Estland, Storbritannien och Sverige, och den svenska delen stod 2010 för cirka 80 procent av verksamheten. I Sverige ägde företaget bland annat Center Syd, Oskarsgallerian, Fältöversten och Ringens centrum till dess att de 2011 avvecklade verksamheten i landet.
Företaget driver sin verksamhet i koncernform, där respektive köpcentrum normalt utgör ett eget dotterbolag.

## Historik i Sverige
Boultbee etablerade sig i Sverige 2005, inledningsvis i Västerås. 2007 köpte Boultbee företaget Centrumkompaniet (med tio köpcentra i Stockholmsområdet) av Stockholms stad för 10,4 miljarder kronor efter budgivning. Försäljningsprocessen hade inletts under 2006, och priset översteg de 7 miljarder som Stockholms stad hade värderat Centrumkompaniet till.
I februari 2010 gick ett av Boultbees köpcentra i Västerås, Centra, i konkurs. Under 2010 började Boultbee sälja alla sina svenska köpcentra utanför Stockholmsområdet. I början av 2011 återstod endast fastigheter i Stockholmsområdet i företagets ägo. De sista fastigheterna i Sverige såldes i december 2011.